# Coupe du Brésil masculine de water-polo
La coupe du Brésil de water-polo masculin est une compétition annuelle brésilienne de water-polo jouée depuis 1985 et organisée par la Confederação Brasileira de Desportos Aquáticos.

## Palmarès
- 1985 : Clube de Regatas do Flamengo
- 1986 : Clube de Regatas do Flamengo
- 1987 : Clube de Regatas do Flamengo
- 1988 : Clube de Regatas do Flamengo
- 1989 : Clube Paineiras do Morumby
- 1990 : Clube Paineiras do Morumby
- 1991 : Club Athlético Paulistano
- 1992 : Esporte Clube Pinheiros
- 1993 : Clube de Regatas do Flamengo
- 1994 : Academia Fórmula SP
- 1995 : Botafogo de Futebol e Regatas
- 1996 : Botafogo de Futebol e Regatas
- 1997 : Polo aquático do Fluminense
- 1998 : Polo aquático do Fluminense
- 1999 : Polo aquático do Fluminense
- 2000 : Club de Regatas Vasco da Gama
- 2001 : Polo aquático do Fluminense
- 2002 : Polo aquático do Fluminense
- 2003 : Esporte Clube Pinheiros
- 2004 : Polo aquático do Fluminense
- 2005 : Esporte Clube Pinheiros
- 2006 : Polo aquático do Fluminense
- 2007 : Polo aquático do Fluminense
- 2008 : Polo aquático do Fluminense
- 2009 : Polo aquático do Fluminense
- 2010 : Polo aquático do Fluminense[2]